# Rotax 916
Le Rotax 916 est un moteur d'avions produit en Autriche par Rotax, filiale de Bombardier Produits récréatifs. Le moteur est présenté à Sun 'n Fun (en) le 28 mars 2023. Il est certifié et produit depuis 2023.

## Caractéristiques
Le Rotax 916 est un moteur à plat de 4 cylindres à injection, turbocompressé et doté d'un intercooler. Le moteur est lubrifié par carter sec. Les cylindres sont refroidis par air et la culasse par eau. Il est équipé d'un double allumage électronique, d'un démarreur électrique et d'un réducteur de vitesse d'hélice (ratio de 2,54:1).
Le moteur, d'une cylindrée de 1 352 cm3, développe 160 ch (117 kW) à 5 800 tours/min pendant 5 minutes maximum et 137 ch (101 kW) à 5 500 tours/min en continu. L'altitude de fonctionnement maximale est de 23 000 ft.
Le Rotax 916 est une évolution du Rotax 915. Il est produit depuis 2023. Le MTBO est de 2 000 heures.
Le moteur est certifié AESA CS-E le 14 juillet 2023. Une version dotée d'un système électrique de 24 V, permettant de délivrer 800 W, est certifiée le 18 décembre 2023.

## Différences entre les Rotax 915 et 916
Les Rotax 915 et 916 sont tous les deux équipés de l'injection, d'un turbocompresseur et d'un intercooler. Rotax annonce avoir modifié 26 composants du 915 pour concevoir le 916.
Afin de délivrer 19 ch supplémentaires pour atteindre 160 ch, les changements suivants ont été effectués : apporter plus d'air, injecter plus de carburant, recalibrer l'unité de contrôle du moteur, renforcer le réducteur de vitesse d'hélice, renforcer l'arbre d'hélice, améliorer le système de refroidissement et augmenter le flux d'huile. Toutes ces modifications augmentent la masse du moteur de 3,6 kg pour atteindre 85,8 kg.
Le 916 détient un TBO de 2 000 heures dès son lancement, contrairement au 915 où le TBO est de 1 200 heures.

## Versions
Il existe plusieurs versions du Rotax 916:
- 916 iS# A, système électrique de 12 V, non certifié, approuvé suivant l'ASTM F2339[4], destiné à un usage dans la catégorie light sport aircraft
- 916 iSc# A, système électrique de 12 V, certifié.
- 916 iS# C24, système électrique de 24 V, non certifié
- 916 iSc# C24, système électrique de 24 V, certifié.

Avec # pouvant prendre les valeurs 2 ou 3 :
- 2 : hélice à pas fixe
- 3 : hélice à pas variable avec un régulateur hydraulique.

## Utilisations
Le Rotax 916 est utilisé sur de nombreux appareils dont :
- Aerospool WT9 Dynamic (7e génération)
- Aerotech Innovation Risen SV 916 "Super Veloce"
- Blackshape Prime
- Blackwing BW 650 RG
- BRM Aero Bristell
- CubCrafters Carbon Cub UL (en)
- JMB VL-3 Evolution
- ScaleWings SW-51 Mustang (en)